# HD198743
HD198743 — хімічно пекулярна зоря спектрального класу
A3 й має видиму зоряну величину в смузі V приблизно 4,7.  Розташована на відстані близько 155,2 світлових років від Сонця.

## Фізичні характеристики
Зоря HD198743 обертається
досить швидко
навколо своєї осі. Проєкція її екваторіальної швидкості на промінь зору становить Vsin(i)= 52км/сек.

## Магнітне поле
Спектр даної зорі вказує на наявність магнітного поля у її зоряній атмосфері.
Напруженість повздовжної компоненти поля оціненої з аналізу
наявних ліній металів
становить 30,0± 200,0 Гаус.